# Uberto Pestalozza
Uberto Pestalozza (Milano, 19 settembre 1872 – Milano, 28 marzo 1966) è stato uno storico, paleografo e docente italiano, noto per i suoi contributi significativi alla storia delle religioni e alla filologia classica.

## Biografia

### Primi anni e formazione
Uberto Pestalozza nacque a Milano il 19 settembre 1872, figlio del nobile Giovanni Battista Pestalozza e di Ida Prina. Dopo aver iniziato gli studi all’Istituto Tecnico, si spostò al Ginnasio, mostrando una precoce passione per la cultura antica. Si laureò in Lettere presso la R. Accademia scientifico-letteraria di Milano nel 1895, relatore Attilio De Marchi, discutendo una tesi su "Il culto di Cerere" che pubblicò dopo un biennio, rielaborata, col titolo "I caratteri indigeni di Cerere", L.F. Cogliati, Milano 1897.

### Soggiorno romano e inizi della ricerca
Dal 1896 al 1903 visse a Roma, dove fu precettore nella famiglia del marchese Emilio Visconti-Venosta. Questo periodo fu ricco di incontri significativi e contribuì alla sua formazione scientifica, soprattutto nello studio delle Antichità classiche.

### Impegno nel modernismo milanese
Durante la crisi modernista, Pestalozza fu attivo a Milano, contribuendo al periodico "Il Rinnovamento" e mantenendo rapporti con Alessandro Casati e Tommaso Gallarati Scotti, fondatori del movimento.

### Impegno scientifico e culturale
Fu tra i fondatori della "Società italiana per la ricerca dei papiri greci e latini in Egitto" nel 1908 e contribuì significativamente all'acquisto di codici arabi per la Biblioteca Ambrosiana. Svolse inoltre un ruolo importante nel Circolo Filologico Milanese e nella "Opera Bonomelli".

### Carriera accademica e ultimi anni
Pestalozza fu il primo italiano a ottenere la libera docenza in Storia delle religioni (1911) e divenne professore ordinario nel 1938. Durante la Seconda Guerra Mondiale, fu rettore dell'Università di Milano. Si ritirò dalla vita pubblica nel 1949, dedicandosi alla pubblicazione di studi fino alla sua morte nel 1966.
La sua ricca biblioteca ed il suo epistolario  sono stati devoluti alla Biblioteca Ambrosiana per sua stessa richiesta.

## Pensiero
Uberto Pestalozza apporta un fondamentale contributo agli studi sulla religione nel Mediterraneo antico, dimostrando l'esistenza di una cultura agrario-matriarcale che dominava l'area prima dell'espansione della civiltà ellenica. Pestalozza sottolinea il ruolo predominante della donna, legato alla sua connessione con la Terra Madre, fin dal paleolitico superiore. Egli contrasta la teoria di Wilhelm Schmidt che vede il matriarcato come successivo all'agricoltura, sostenendo che esso esistesse già prima e contribuisse allo sviluppo agricolo.
La figura centrale di Pestalozza è la Potnia, la Grande Madre mediterranea, interpretata come unificatrice del pantheon di divinità. Secondo Pestalozza, i popoli indoeuropei che successivamente dominarono il Mediterraneo furono influenzati da questo matriarcato religioso, e ne incorporarono nella loro cultura molte credenze mitiche e rituali.
Pestalozza evidenzia che la religione greca non può essere compresa partendo solo dalle divinità olimpiche, ma deve tener conto degli elementi matriarcali che influenzarono i miti greci, e portarono spesso a una forzata integrazione con risultati mitologici bizzarri.

## Opere
Tra le opere più note di Pestalozza si ricordano:
- La vita economica ateniese (1901)[9]
- Pagine di religione mediterranea (1942, 1945)
- La religione di Ambrogio (1949)
- Religione mediterranea. Vecchi e nuovi studi (1951)
- Eterno Femminino Mediterraneo, Vicenza, Neri Pozza, 1954, ISBN 88-7305-2479.
- Nuovi saggi di religione mediterranea (1964)

## Riconoscimenti
Per ricordare solo alcune delle istituzioni accademiche e degli enti di cultura superiore di cui fece parte: 
- dal 1909 fu Socio corrispondente e, dal 1939 alla morte, Membro effettivo dell’Istituto Lombardo di Scienze e Lettere
- dal 1919 fu Socio onorario dell’Associazione Archeologica Romana
- dal 1939 fu Membro nazionale ordinario della Società Italiana per gli studi etruschi e italici
- fu tra i soci fondatori dell’Istituto per la storia del Risorgimento italiano; dell’Associazione nazionale per gli interessi del Mezzogiorno d'Italia; della Società Italiana di Storia delle Religioni e Membro della Fondazione Europea di Cultura.